# Die Hose
Die Hose (noto anche col titolo La lega dei tre) è un film del 1927, diretto da Hans Behrendt, basato sul lavoro teatrale omonimo di Carl Sternheim.
Behrendt morrà ad Auschwitz nel 1942, vittima dell'Olocausto. 

## Trama
Un singolare incidente si verifica sul sagrato della chiesa di una cittadina tedesca del XIX secolo, quando i fedeli, compresi i notabili locali e il principe stesso, vi si radunano per partecipare alla messa domenicale: all'avvenente Luise - moglie di Theobald Maske, segretario della cancelleria di stato – i bianchi mutandoni della sottoveste, chissà come, si slacciano e, alla vista di tutti, le scivolano lungo le gambe, sotto la gonna lunga, per arrestarsi alle caviglie.
L'avvenimento suscita un certo scalpore fra diversi uomini della comunità, che, a quel punto, desidererebbero una maggiore vicinanza con Luise: fra di essi vi sono il parrucchiere Mandelstam e l'ideologo di corte Scarron, che vanno prontamente a prendere possesso delle due camere che i Maske avevano offerto in affitto presso la loro abitazione.
Luise accetta la corte fattale dal più facoltoso dei due, Scarron, che la invita una sera presso un padiglione del palazzo del principe. Fingendo un viaggio presso i propri genitori fuori città – il che lascia il goloso Theobald perfettamente soddisfatto, perché già pregusta lo speck che la moglie gli avrebbe portato dalla campagna - Luise prende il treno, dal quale viene però prelevata da Scarron in carrozza. Ma dimentica il proprio bagaglio sul vagone.
Giunta al palazzo principesco ella fa conoscenza nientedimeno che con il principe stesso. E un principe è pur sempre meglio di un suo dipendente. Scarron viene rifiutato (saprà consolarsi di lì a poco) e Luise – che confessa di sentire l'esigenza, anche solo per breve tempo, di evadere dal suo tran tran quotidiano -  trascorre una romantica notte con il principe. Ella lascia gli appartamenti di corte la mattina dopo, piuttosto tardi, con il principe che dorme ancora, ma contenta di aver soddisfatto il proprio desiderio di evasione.
La stessa mattina un impiegato delle ferrovie consegna a Theobald i bagagli che la moglie aveva lasciato sul treno; Mandelstam insinua che Luise potrebbe non aver passato veramente la notte presso i genitori, e Theobald, offeso, lo caccia via. Luise rientra, e Theobald è profondamente dispiaciuto per l'assenza dello speck di campagna, che ella dice di aver dimenticato dai genitori. Ed in quel momento si presenta una guardia del principe, che convoca Theobald alla corte.
Il principe ripensa alle qualità di Luise, e si rende conto che né per lui né per la donna la loro avventura avrebbe rappresentato qualche cosa di duraturo. Egli riceve Theobald e, decorandolo, lo promuove al ruolo di capo-cancelliere.
Passa qualche tempo. Theobald è soddisfatto, solo ammonisce la moglie – a titolo di prudenza generale – affinché non perda più i mutandoni in pubblico.    